# Julianus I
Marcus Aurelius Iulianus Sabinus (corrector Venetiae et Histriae) (? - begin 285), ook wel genoemd Iulianus I of Iulianus van Pannonia, was een Romeins usurpator. Van deze Iulianus is weinig bekend.
Iulianus schijnt gouverneur in Venetië te zijn geweest, en kwam laat in 284 in opstand tegen keizer Carinus in de streek Pannonia. Julianus had mogelijk gehoopt een bondgenoot te vinden in Diocletianus, die ook net door zijn troepen tot keizer was verheven en in oorlog was met Carinus.
Hoe het ook zij, Iulianus trok met zijn troepen door Italië en bij Verona kwam het in de lente van 285 tot een veldslag die door Carinus zonder veel moeite werd gewonnen. Iulianus stierf in de slag. Munten van Iulianus zijn bijzonder zeldzaam en alle geslagen in Siscia.
Iulianus I moet niet verward worden met Didius Iulianus, die normaal gesproken niet bij de rij Iuliani wordt meegeteld. Voor Iulianus II zie Iulianus Apostata.

## Antieke bronnen
- Inscriptie van Marcus Aurelius Iulianus en anderen met een vervloeking voor ongeautoriseerde begraving gevonden te Aphrodisias: Aphrodisias 451 (Cormack, ABSA 59 (1964) 19, no. 10.).
- Ere-inscriptie voor de Asiarch Marcus Aurelius Iulianus door de hiera synodos van de technitai en mystai van Breiseus Dionysos gevonden te Smyrna: Smyrna 151 (CIG 3190; IGRR IV 1433; SEG 17, 517; ISmyrna 639.).

## Referentie
- Rauch Glossary.

## Verder lezen
- M.E. Pegan, Imperator Marcus Aurelius Iulianus, in Numizmatičke vijesti 26 (1968), pp. 45-52.